# Idaea anastomosaria
Idaea anastomosaria är en fjärilsart som beskrevs av Müller 1937. Idaea anastomosaria ingår i släktet Idaea och familjen mätare. Inga underarter finns listade i Catalogue of Life.